# 아스티아게스
아스티아게스(고대 그리스어: Ἀστυάγης, 헤로도토스식 표기, 아카드어: )는 메디아 제국의 마지막 왕이다. 기원전 550년에 키루스 대제에 의해 왕좌에서 폐위됐다.
기원전 580년 경 아스티아게스가 왕자이던 시절, 아버지이자 메디아의 국왕이던 키악사레스는 자신의 아들이 살해당한 사건을 이유로 리디아와 5년넘게 전쟁을 벌이고 있었다. 그러던 기원전 585년 5월 28일에 일어난 일식을 계기로 메디아와 리디아는 화친하기로 하고 그 증표로 메디아의 왕자와 리디아의 공주를 정략결혼 시키기로하여 아스티아게스는 리디아의 공주 아리예니스와 결혼하게 된다.
아스티아게스는 아버지 키악사레스가 사망하자 메디아의 국왕으로 즉위하게 된다. 국왕 아스티아게스에게는 자식으로 만다네라는 딸만 있었는데, 아스티아게스는 왕위 후계자인 만다네 공주를 메디아 고위귀족이 아닌 피정복민이던 페르시아 출신의 중하층 귀족 캄비세스 1세에게 결혼시켜버린다. 이런 조치를 두고 일설에는 아스티아게스가 무당들의 점궤만 믿고 만다네의 자손이 자신을 해칠거라고 맹신해서 그렇다고 한다. 그리고 만다네 공주가 임신을 하자 아스티아게스의 의심은 더욱 심해져 임신한 딸을 궁궐에 연금하고 얼마디 만다네 공주가 아들 퀴로스를 낳자 자기친적이자 왕실의 재무를 맡던 하르파고스에게 갓난아이 퀴로스를 살해하도록 지시한다. 그러나 하르파고스는 그 아이를 살해했을 때 훗날 즉위할 만다네의 후환이 두려워 그 지시를 제대로 이행하지 않았고 10년뒤 퀴로스가 살아있다는 사실을 알게되었지만 아스티아게스는 손자 퀴로스를 살려 딸에게 돌려보낸다. 그러나 하르파고스는 자신의 지시를 어긴 일로 하르파고스의 자식을 죽이고 그 인육을 먹이는 처벌을 한다.
기원전 550년 성인이 된 손자 퀴로스는 동족 페르시아인들을 모아 반란을 일으키고 이에 아스티아게스는 군대를 모아 반란진압을 시도한다. 이때 과거 퀴로스를 살려줬던 하르파고스를 진압군 사령관에 임명하는데 하르파고스는 과거 아스티아게스가 아들을 살해한 일로 아스티아게스에게 깊은 원한을 가지고 있었으며 이에 복수하기 위해 겉으로는 아스티아게스를 따르는 척 하면서 뒤로는 이미 반란이 시작되기 오래전부터 퀴로스와 내통하며 반란세력을 규합하고 있었다. 그리고 하르파고스는 진압군을 이끌고 퀴로스에게 바로 항복하게 되고 메디아는 점령당하고 아스티아게스도 포로로 잡힌다. 아스티아게스도 포로로 잡힌 직후 하르파고스는 자기 자식을 죽이고 그 인육을 먹게한 일을 언급하며 아스티아게스를 욕하고 조롱했다고 한다. 포로로 잡힌 아스티아게스는 처형당하지 않고 가택연금으로 생을 마쳤다고 한다.
아스티아게스의 아들이나 혹은 아스티아게스 본인이 구약성경 다니엘서 5장,9장에 적힌 메디아인 다리우스라고 주장하는 일부 학자들이 있으나 이는 확인이 안된 것이다.